# Péret

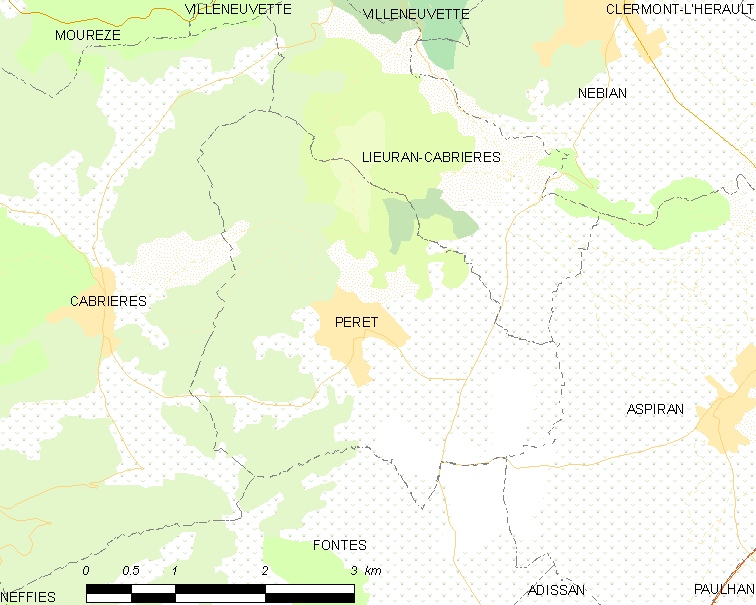
Mapa

 Péret  (en idioma occitano Peret) es una población y comuna francesa, situada en la región de Occitania, departamento de Hérault, en el distrito de Béziers y cantón de Mèze.

## Demografía
| 598 | 571 | 520 | 524 | 521 | 560 | 1019 |
| Para los censos de 1962 a 1999 la población legal corresponde a la población sin duplicidades (Fuente: INSEE [Consultar]) |     |     |     |     |     |      |